# Seria Jazz

Seria Jazz este numele unei serii de discuri produse în România de către casa de discuri Electrecord, între anii 1965 și 1993. Materialele incluse în această serie aparțin unora dintre cei mai apreciați și cunoscuți interpreți de jazz din România sau unor muzicieni străini care au concertat în țară. Seria cuprinde 27 de volume. Primele opt LP-uri au fost editate în format disc de vinil cu diametrul de 10" (25 cm). Începând cu volumul al nouălea, toate albumele au fost lansate în formatul disc de vinil cu diametrul de 12" (30 cm).

## Lista aparițiilor din serie
- #1 Jancy Kőrössy – Seria Jazz nr. 1 (1965, EDD 1104)
- #2 Brigitte Petry & Orchestra Richard Oschanitzky – Seria Jazz nr. 2 (1966, EDD 1112)
- #3 Orchestra Richard Oschanitzky – Bossanova (1966, EDD 1123)
- #4 Johnny Răducanu – Jazz în trio (1967, EDD 1164)
- #5 Friedrich Gulda / Cvartetul Modern – Jam Session la Electrecord cu Friedrich Gulda (1968, EDD 1180)
- #6 Guido Manusardi – Free Jazz / Avangarda (1968, EDD 1196)
- #7 Orchestra de Jazz a Universității din Illinois – Seria Jazz nr. 7 (1969, EDD 1224)
- #8 Orchestra Electrecord – Dixieland (1970, EDD 1243)
- #9 Guido Manusardi, Sture Nordin, Al Heath – Trio de jazz (1971, EDE 0476)
- #10 Trio Manusardi – Impresii de vacanță (1974, STM-EDE 0944)
- #11 Johnny Răducanu – Jazz în țara mea / Jazz in My Country (1976, STM-EDE 01186)
- #12 Cvartetul Paul Weiner – Spirale (1976, EDE 01230)
- #13 Marius Popp ‎– Panoramic jazz rock (1977, STM-EDE 01266)
- #14 Ramon Tavernier & Cătălin Tîrcolea – Naiul în jazz / Panpipe in Jazz (1979, STM-EDE 01494)
- #15 Vocal Jazz Quartet & Cvintetul Radu Ghizășan – Conexiuni bop - Formații sibiene de jazz (1979, STM-EDE 01495)
- #16 Johnny Răducanu – Confesiuni / Confessions (1979, ST-EDE 01674)
- #17 Dan Mîndrilă – Alter ego (1981, ST-EDE 01782)
- #18 Ion Baciu Jr. ‎– Jazz (1981, ST-EDE 01896)
- #19 Johnny Răducanu ‎– Confesiuni II / Confessions II (1982, ST-EDE 02079)
- #20 Marius Popp – Nodul gordian (1983, ST-EDE 02377)
- #21 Johnny Răducanu – Confesiuni 3 (1986, ST-EDE 02923)
- #22 Johnny Răducanu – Jazz Made in Romania (1987, ST-EDE 03140)
- #23 Zoltán Boros ‎– Pași spre infinit (1988, ‎ST-EDE 03303)
- #24 Marius Popp – Acordul fin / Fine Tuning (1989, ST-EDE 03503)
- #25 Anca Parghel & Mircea Tiberian ‎– Magic Bird (1990, ST-EDE 03834)
- #26 Harry Tavitian & Corneliu Stroe – Creațiunea (1991, ST-EDE 03896)
- #27 Oldtimers Dixieland Band – Dixieland-ul veșnic tânăr (1993, EDE 04286)

Observații:
- Pe copertele discurilor Marius Popp – Panoramic jazz rock (#13), Ion Baciu Jr. – Jazz (#18), Zoltán Boros – Pași spre infinit (#23), Anca Parghel & Mircea Tiberian – Magic Bird (#25) nu este menționat numărul în dreptul seriei.[1]
- Pe copertele discurilor Dan Mîndrilă – Alter ego (#17), Johnny Răducanu – Confesiuni II / Confessions II (#19) nu este menționat faptul că ar face parte din Seria Jazz, însă în realitate fac parte din această serie.[2][3]

## Legături externe
- Pagina Seria Jazz pe site-ul Discogs.com